# Маддохи (комплекс)
Маддохи́ — небольшой мусульманский комплекс, а также махаллинская (квартальная) мечеть в старой части города (так называемый «старый город») Самарканда, на территории гуза́ра (махалли́) «Маддохи́», на улице Чорраха́, в 120 метрах к западу и напротив мечети Биби́-Ханы́м (с задней стороны мечети), в 140 метрах к юго-западу от Сиа́бского база́ра, и в 550 метрах к северо-востоку от площади и ансамбля Региста́н. В 200 метрах к югу от комплекса Маддохи, на улице Биби-Ханым находится другой, похожий по размерам небольшой мусульманский комплекс и мечеть Дахбеди, а в 250 метрах к западу находится мечеть Ходжа Зудмурод. Комплекс Маддохи соседствует с частными жилыми домами внутри махалли.

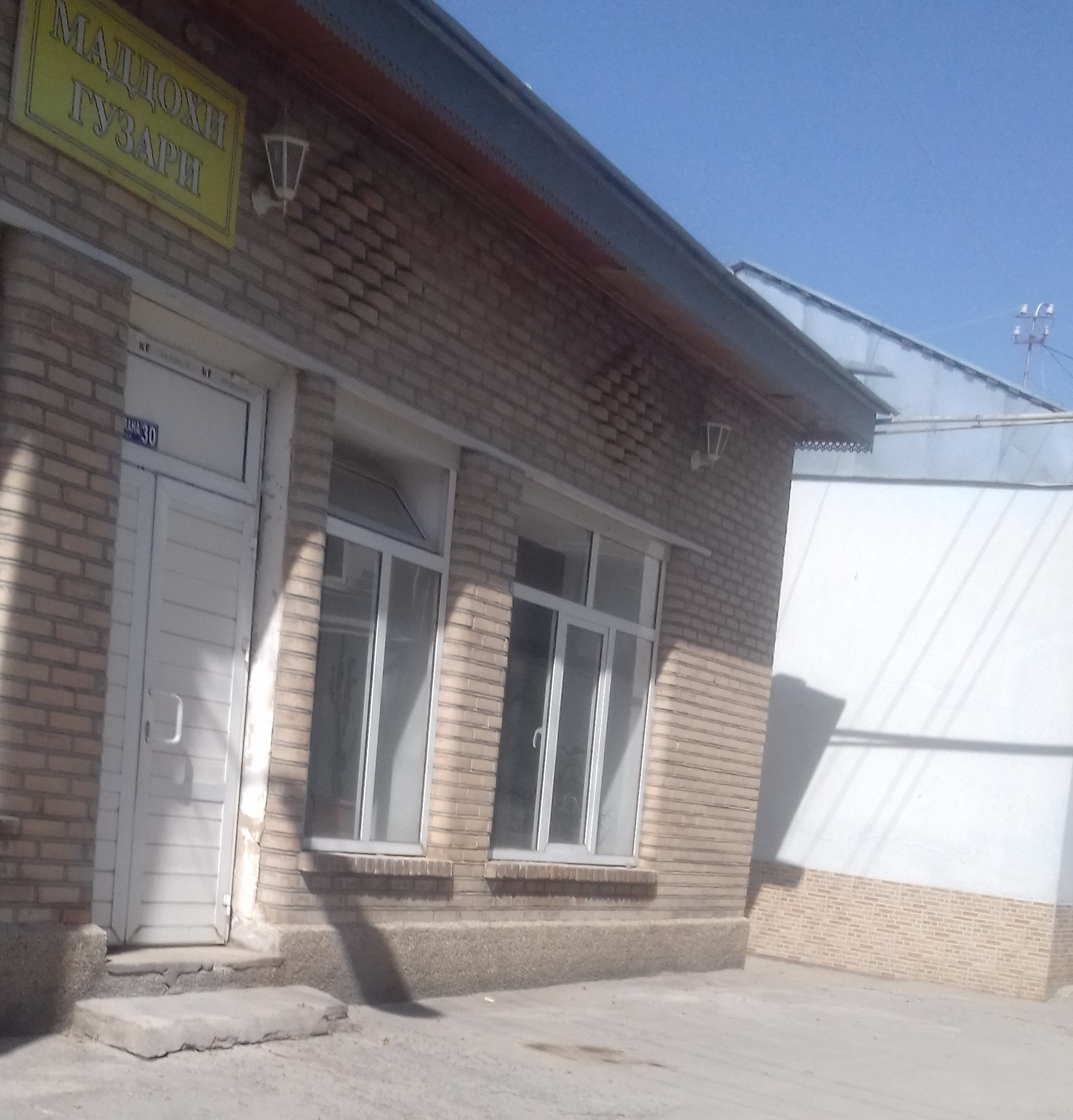
Здание махалли напротив комплекса

Комплекс Маддохи́ предположительно был построен в самом конце XIX века. Основное здание комплекса представляет собой прямоугольное здание, с передней стороны которого выступает небольшой крытый айван с резными деревянными колоннами, потолок которого украшено традиционными узорами. Рядом с главным зданием находятся небольшие вспомогательные здания, а в дворике комплекса имеется небольшой хауз, а также деревья. Маддохи́ — это торжественное или траурное песнопение у мусульман-шиитов, а людей поющих моддохи́ обычно называют маддо́х. См. также соответствующую статью.
Вместе с остальными архитектурными, археологическими, религиозными и культурными памятниками Самарканда входит в список Всемирного наследия ЮНЕСКО под названием «Самарканд — перекрёсток культур».